# Richard Heuberger
 (décembre 2023).
Si vous disposez d'ouvrages ou d'articles de référence ou si vous connaissez des sites web de qualité traitant du thème abordé ici, merci de compléter l'article en donnant les références utiles à sa vérifiabilité et en les liant à la section « Notes et références ».
Richard Franz Joseph Heuberger, né le 18 juin 1850 à Graz et décédé le 28 octobre 1914 à Vienne, est un compositeur autrichien d'opéras et d'opérettes, un critique musical et un professeur autrichien.

## Biographie
Heuberger est né à Graz, d'un père fabricant de bandages. Il fait d'abord des  études de génie civil, qu'il abandonne en 1876 pour se tourner vers la musique. Il étudie au Conservatoire de Graz avec Robert Fuchs, puis à Vienne, où il devient le maître de chœur de la Wiener Akademischer Gesangverein, chef d'orchestre de la Wiener Singakademie, directeur des Wiener Männergesang-Verein (association chorale masculine de Vienne) et professeur au conservatoire dès 1902. Bien que Heuberger ait écrit de nombreux opéras, des ballets, des œuvres chorales et des chansons, il est surtout connu aujourd'hui pour son opérette Der Opernball, composée en 1898.
Parmi ses élèves, on connaît surtout le chef d'orchestre Clemens Krauss.

## Œuvres principales

### Opérettes
- Der Opernball (1898)
- Ihre Excellenz (1899), renommée plus tard Eine entzückende Frau
- Der Sechsuhrzug (1900)
- Das Baby (1902)
- Der Fürst von Düsterstein (1909)
- Don Quixote (1910)

### Opéras
- Abenteuer einer Neujahrsnacht (1886)
- Manuel Venegas (1889), renommée plus tard Mirjam, oder Das Maifest (1894)
- Barfüssele (1905)

### Ballets
- Die Lautenschlägerin (1896)
- Struwwelpeter (1897)

### Musique de films
- 1915 : Their Social Splash d'Arvid E. Gillstrom et F. Richard Jones

## Source
- (en) Cet article est partiellement ou en totalité issu de l’article de Wikipédia en anglais intitulé « Richard Heuberger » (voir la liste des auteurs).